# Universidad Hachemita
La Universidad Hachemita ( الجامعة الهاشمية ) es una universidad situada en Zarqa, Jordania. La universidad fue establecida en 1992. Hay alrededor de 30 000 estudiantes de la universidad (2010).

## imagen

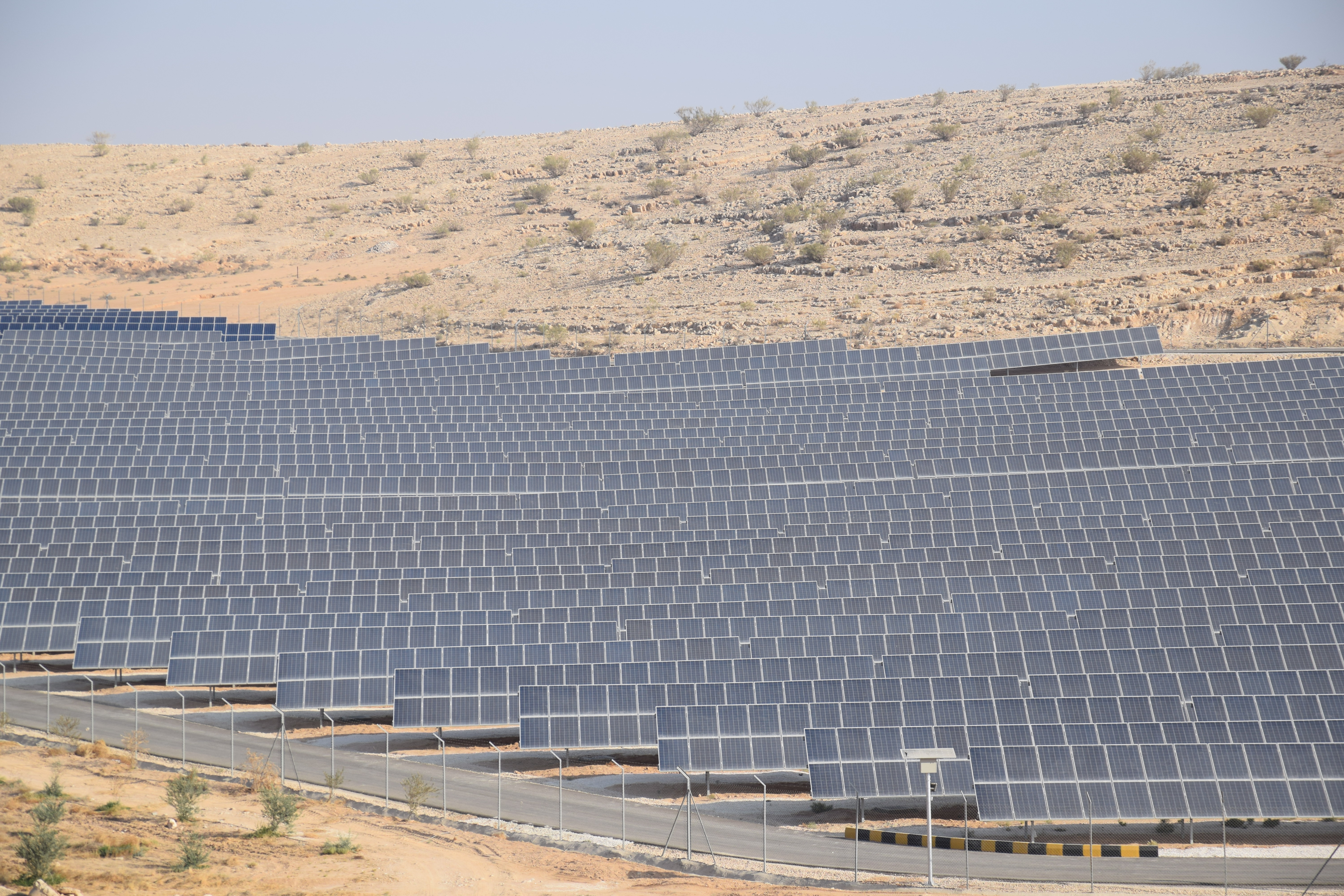

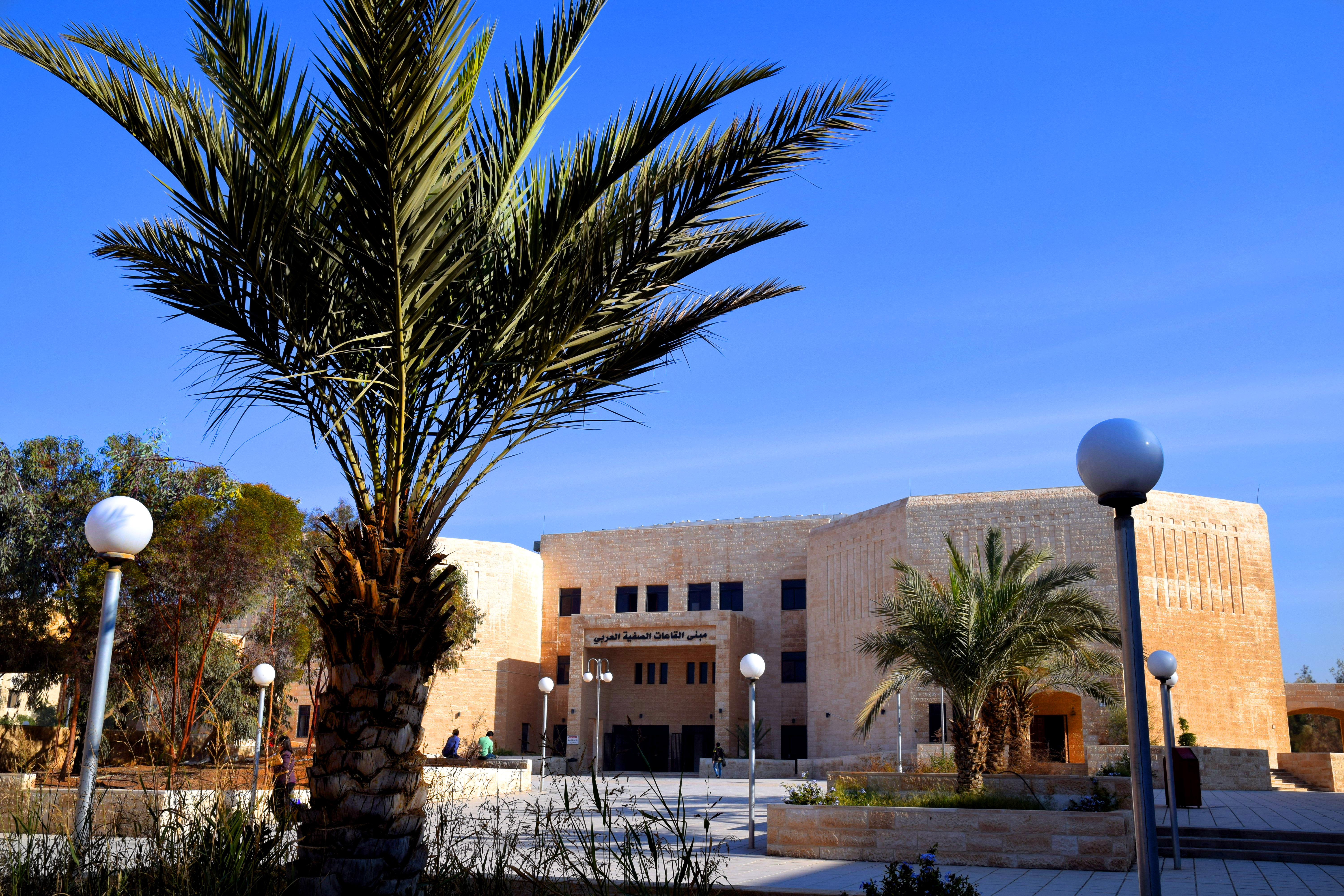

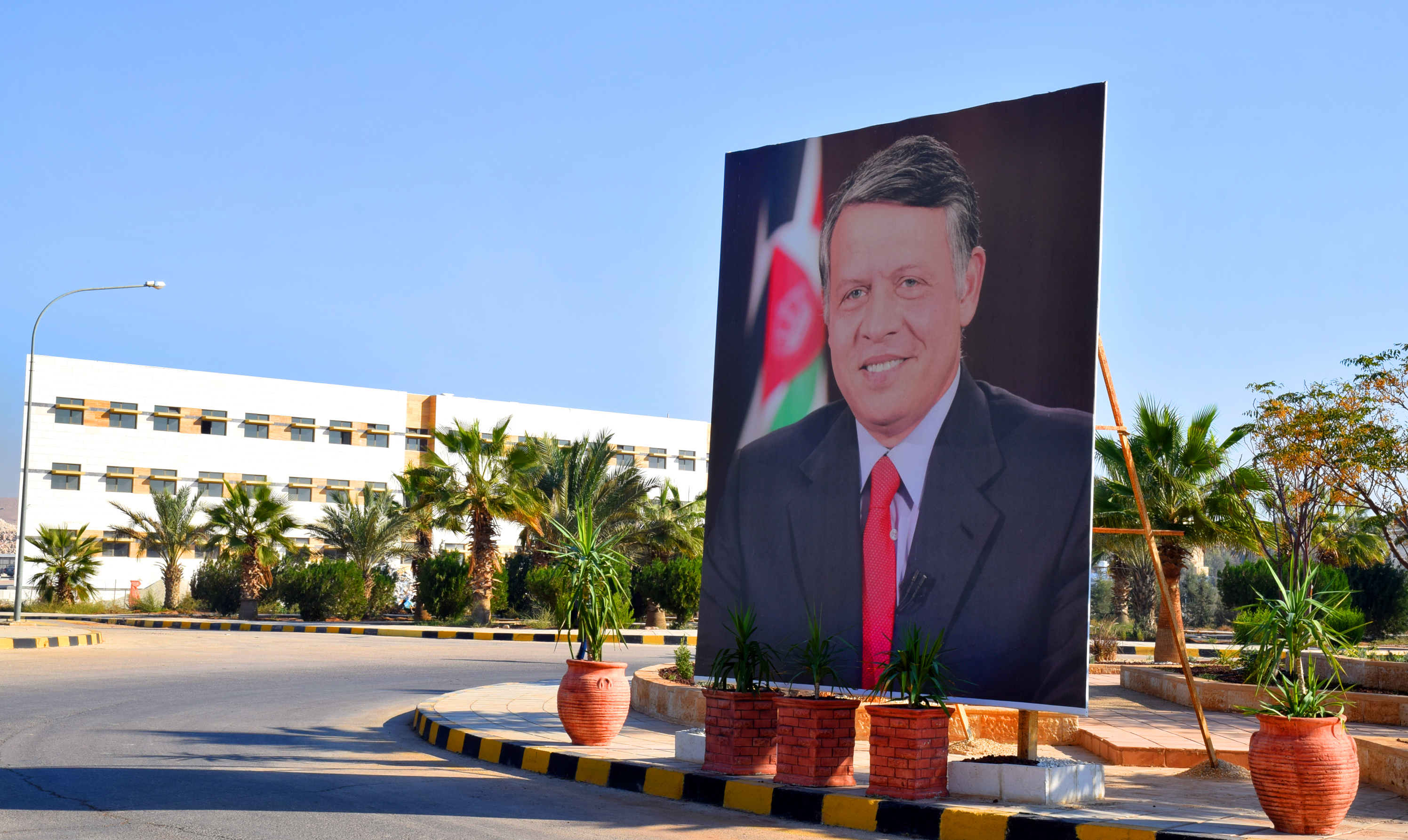